# Діанівська сільська рада
Діанівська сільська рада (до 2017 року — Кіровська) — колишній орган місцевого самоврядування у Волноваському районі Донецької області з адміністративним центром в селі Діанівка.

## Населені пункти
Сільській раді були підпорядковані населені пункти:
- с. Діанівка

## Склад ради
Рада складалася з 12 депутатів та голови.

## Керівний склад сільської ради
| ПІБ                        | Основні відомості                                                 | Дата обрання | Дата звільнення |
| -------------------------- | ----------------------------------------------------------------- | ------------ | --------------- |
| Маншиліна Лариса Василівна | Сільський голова, 1966 року народження, освіта, позапартійна      | 26.03.2006   | 31.10.2010      |
| Ляшок Любов Ростиславівна  | Сільський голова, 1972 року народження, освіта вища, позапартійна | 31.10.2010   | 25.10.2015      |

Примітка: таблиця складена за даними джерела